# Мелень Петро Іванович
Петро Іванович Мелень (1909, село Дуліби Стрийського повіту Австро-Угорщина, тепер Стрийського району Львівської області — ?) — український радянський діяч, вчитель. Депутат Верховної Ради УРСР 4-го скликання.

## Біографія
Народився у родині залізничника. Закінчив гімназію, вищу учительську школу в Польщі. З 1939 року вчителював у сільській початковій школі, вечірній школі для неписьменних та малописьменних.
Після Другої світової війни у 1944—1945 роках — інспектор Сколівського районного відділу народної освіти Дрогобицької області.
З 1945 року — вчитель, директор Любинцівської середньої (з 1951) школи (село Любинці Сколівського району Дрогобицької області (тепер Стрийського району Львівської області)).
У 1947 році заочно закінчив Львівський педагогічний інститут. 27 лютого 1955 року був обраний депутатом Верховної Ради УРСР 4-го скликання від Сколівського виборчого округу № 100 Дрогобицької області.
Член КПРС. Обирався секретарем партійної організації колгоспу «Радянська Україна» села Любинці Сколівського району.
З 1960 року — вчитель німецької мови, директор Стрийської середньої школи № 2.

## Нагороди
- медаль «За трудову відзнаку» (29.09.1954)
- значок «Відмінник народної освіти» (1949)